# Єжи Турович
Єжи Турович (пол. Jerzy Turowicz; 10 грудня 1912, Краків, Австро-Угорщина — 27 січня 1999 року, Краків, Польща) — польський журналіст, католицький письменник і публіцист, громадський діяч, головний редактор тижневика «Tygodnik Powszechny», лицар ордена Білого Орла.

## Біографія
У 1930 році після закінчення III гімназії імені Яна Собеського вступив до Львівського політехнічного інституту. C 1934 по 1939 роки навчався на філософському факультеті в Ягеллонському університеті.
До початку Другої світової війни публікувався в літературному щорічнику «Prosto z Mostu». Під час німецької окупації співпрацював з підпільною організацією «Unia».
З 1945 року був головним редактором католицького тижневика «Tygodnik Powszechny». У 1953 році через його відмови опублікувати некролог про Йосипа Сталіна видання тижневика «Tygodnik Powszechny» було припинено, після чого 10 липня 1953 року Єжи Турович перейшов працювати в Товариство «Pax». Після приходу до влади Владислава Гомулки видання «Tygodnik Powszechny» було відновлено.